# 브뤼셀시

브뤼셀시 지도

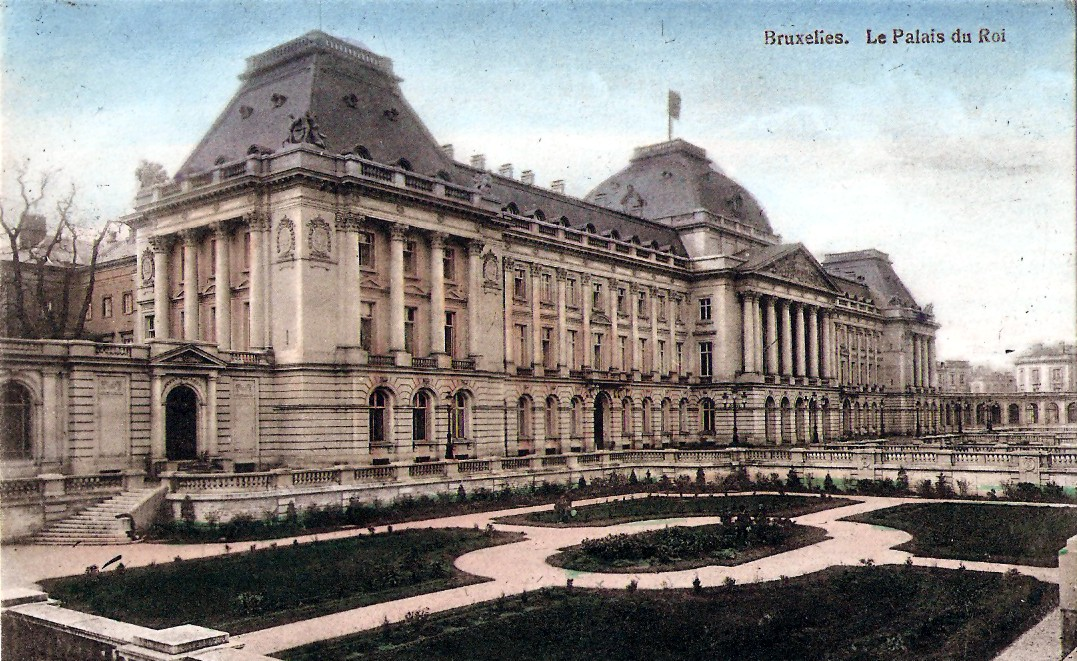
벨기에 왕궁

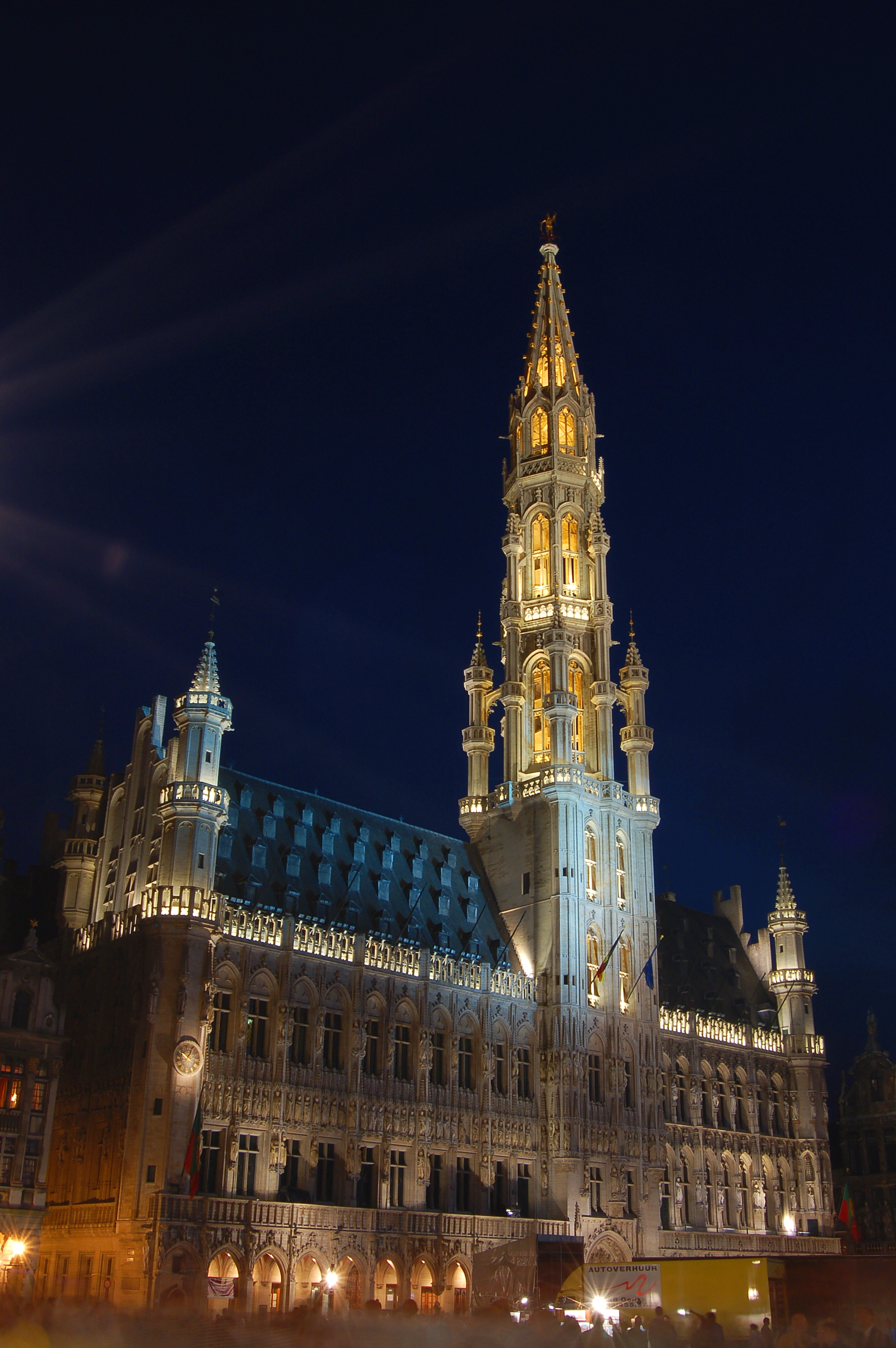
브뤼셀 시청

브뤼셀시(프랑스어: Bruxelles-Ville, Ville de Bruxelles 브뤼셀빌, 빌드브뤼셀[*], 네덜란드어: Stad Brussel 스타트브뤼설[*])은 브뤼셀의 행정 구역으로, 벨기에의 법적 수도이다.

## 역사
1695년 프랑스의 루이 14세는, 프랑스에 대한 영국과 네덜란드의 공격에 복수하려는 목적으로 브뤼셀을 포격하였다. 이로 인하여 주택 4000채와 시가지 중심부가 파괴되었다. 그랑 플라스도 큰 피해를 입었지만 5년 만에 재건되었다.
브뤼셀 시는 1830년에 벨기에의 독립과 함께 나라의 수도가 되었다. 이후 벨기에가 아프리카에 콩고 식민지를 건설하면서 수많은 보물이 들어와 인구가 늘어나고 도시가 번영하였다.

## 인구
1,080,790명(2008년 기준)의 인구가 거주하고 있으며 수도권 지역에는 2,050,000 여 명의 인구가 거주하고 있다.

## 같이 보기
- 브뤼셀
- 벨기에의 행정 구역